# 호장근

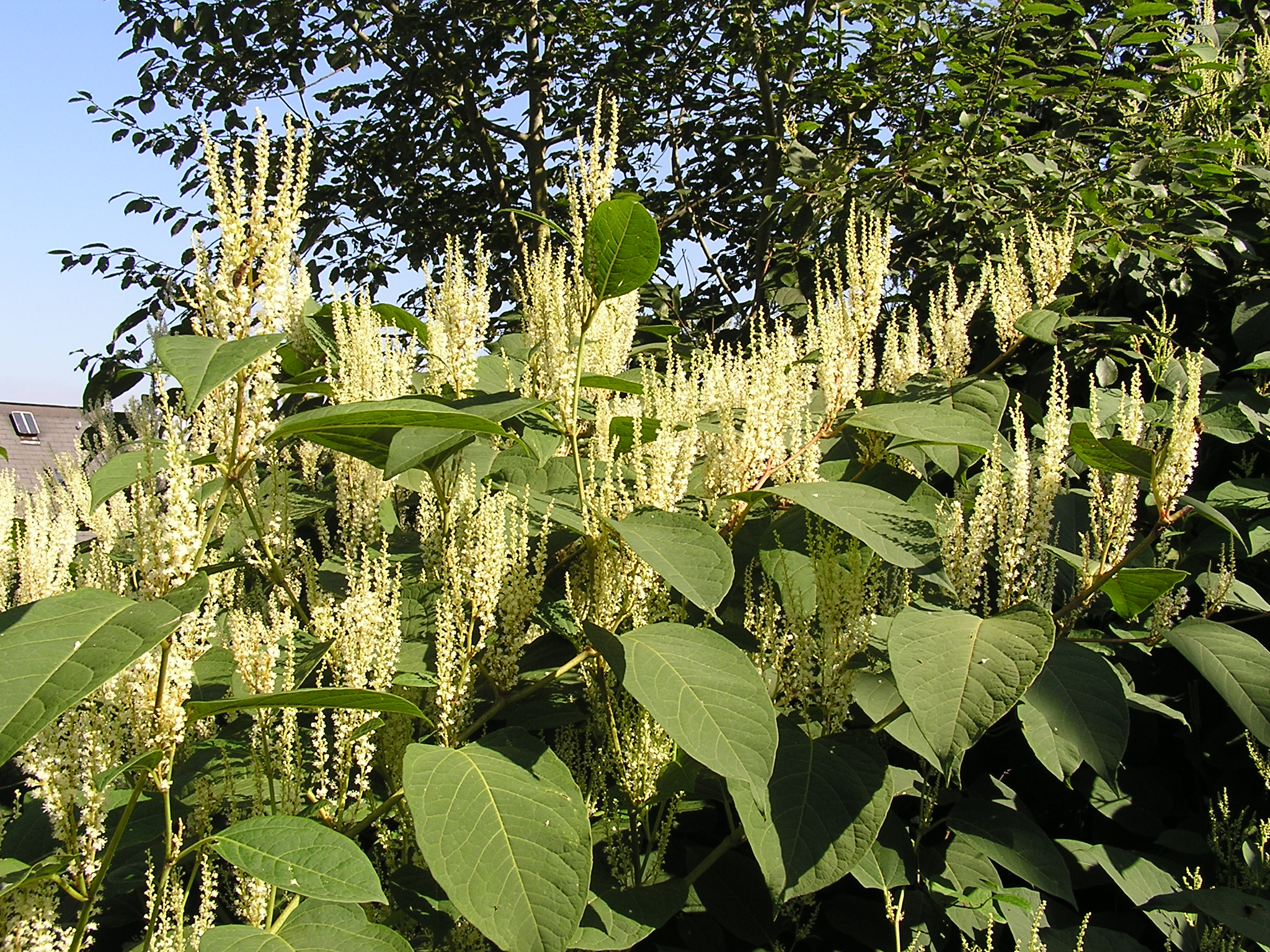

호장근(虎杖根, 학명: Reynoutria japonica)은 한국 각처의 산야에 나는 마디풀과의 여러해살이풀이다. 높이는 100-150cm이다. 줄기의 속은 비어 있고, 어릴 때는 자줏빛 반점이 나타난다. 잎은 어긋나며, 잎자루가 있고, 넓은 창 모양이다. 길이 5-6cm, 엽초 모양의 턱잎은 막질이다. 꽃은 암수딴그루로 흰색, 이삭꽃차례이고 꽃받침 5장이다. 수술은 8개, 암술대 3개이다. 열매는 수과로 세모지고, 날개 모양으로 된 꽃받침에 싸이며, 암갈색의 광택이 난다. 6-8월에 개화하여 9-10월에 결실한다. 어린 줄기는 식용하며 뿌리는 한방에서 약재로 이용한다.